# Japanese Journal of Clinical Oncology
Japanese Journal of Clinical Oncology 誌は、臨床腫瘍学に関する研究論文全般をカバーし、ピアレビュー（査読）後に掲載する月刊の英語の学術雑誌である。2018年からはオンラインのみでの提供となっている。 

## 概要
1971年にがんの臨床研究を取り扱う日本で初めての英文誌として創刊された。当初は2回の刊行であったが、投稿数増加に伴い1983年には季刊誌となり、1991年からの隔月誌を経て、1998年以降は月刊誌となっている。現在、オックスフォード大学出版局により発行されていて、編集長は國頭英夫（日本赤十字社医療センター）である。尚、このジャーナルは、アメリカ国立癌研究所 (NCI) の機関誌でオックスフォード大学出版局が刊行している Journal of the National Cancer Institute(JNCI) と1977年以来の姉妹誌であることを謳っている。

## 趣旨と領域
臨床腫瘍学の科学的発展を願い、アジア地域に重点を置いた上での国際貢献をめざしている。対象は、多岐分野にわたる臨床腫瘍学者の高品質な研究で、医学腫瘍学、治療の臨床試験（治験）、放射線医学、手術、基礎研究、疫学、および緩和ケアなどであり、掲載する論文形式は、原著論文、症例報告、臨床試験ノート、がん遺伝学レポート、疫学ノート、テクニカルノート、ショートコミュニケーション、編集者へのレター、募集するレビュー（総説論文）である。

## 検索・引用情報
この雑誌に掲載された論文は、 CAB Abstracts、Current Contents/Clinical Medicine、Derwent Drug File、EMBASE、Global Health、MEDLINE、Science Citation Index Expanded などの文献検索サービスで取り扱われている。また、Journal Citation Reportsによると、この雑誌の2016年のインパクトファクターは1.905である。